# Isacia conceptionis
Isacia conceptionis е вид лъчеперка от семейство Haemulidae, единствен представител на род Isacia.

## Разпространение
Видът е разпространен в Никарагуа, Перу и Чили.